# Phanerotoma ebneri
Phanerotoma ebneri är en stekelart som beskrevs av Josef Fahringer 1924. Phanerotoma ebneri ingår i släktet Phanerotoma och familjen bracksteklar. Inga underarter finns listade i Catalogue of Life.